# Lormetazepam
El lormetazepam es una benzodiazepina de acción corta. Actúa incrementando la actividad del ácido gamma-aminobutírico (GABA), un neurotransmisor inhibidor que se encuentra en el cerebro, al facilitar su unión con el receptor GABA-érgico. Posee actividad hipnótica, ansiolítica, anticonvulsiva, sedante, amnésica y relajante muscular.[cita requerida]

## Indicaciones
Se emplea para el tratamiento de corta duración del insomnio de moderado a severo, y para inducir el sueño en periodos pre y postoperatorios.[cita requerida]

## Efectos secundarios
Como toda benzodiacepina puede aparecer diversos efectos secundarios:
- Somnolencia.
- Aumento paradójico de la agresividad.
- Sensación de mareo.
- Confusión.
- Debilidad muscular.
- Ataxia (especialmente en ancianos).
- Amnesia anterógrada.
- Cefalea.
- Vértigo.
- Hipotensión.
- Cambios en la salivación.
- Trastornos gastrointestinales.
- Trastornos visuales.
- Disartria.
- Temblor.
- Alteraciones en la libido.
- Incontinencia.
- Retención urinaria.
- Trastornos de la sangre e ictericia.
- Reacciones en la piel.
- Dependencia.[cita requerida]

## Estereoquímica
Lormetazepam contiene un estereocentro y consta de dos enantiómeros, siendo un racemato, es decir, una mezcla  equimolar de ambos enantiómeros ( R ) - y ( S ) - forma:
| Enantiómeros de lormetazepam | Enantiómeros de lormetazepam |
| ---------------------------- | ---------------------------- |
| CAS-Nummer: 113679-56-4      | CAS-Nummer: 113679-54-2      |